# Claudine Douville
Claudine Douville est une journaliste sportive québécoise, également auteure de romans d'aventures.

## Biographie

### Carrière journalistique
Claudine Douville naît à Montréal. Passionnée de sport dès sa jeunesse, elle suit notamment les retransmissions radio de hockey sur glace, et décide de s'orienter vers le journalisme sportif. Elle détient un baccalauréat en journalisme de l'Université Laval ainsi que des mineures en éducation physique et en théâtre. En 1980, elle est engagée par la chaîne TVSQ (Télévision des sports du Québec), qui devient par la suite RDS. Elle y travaille en tant que journaliste sportive et chroniqueuse depuis 1989,.
Claudine Douville couvre de grands évènements sportifs, comme les Jeux olympiques. Elle commente également de nombreuses disciplines, dont le soccer, notamment des matchs de Coupe du monde et de Ligue des champions. En 2008, avec trois autres commentatrices, elle décrit un match de Ligue nationale de hockey,.

### Romancière
Également écrivaine, Claudine Douville a signé plusieurs romans d'aventures. Le premier, intitulé La Louve des mers, est édité en 2008. Le roman, qui met en scène les aventures de Marie Galligan et dont l'action se situe au XVIIIe siècle, devient un succès de librairie. L'année suivante, Douville publie Le Loup des îles, la suite de son récit. Elle se rend ensuite dans le Montana pour préparer son roman suivant. Dans Une Histoire de cowboy, paru en 2010, elle introduit un nouveau personnage, la journaliste Laura Vittel. Ce sera suivi de la trilogie "Mission sacrée", où Laura Vittel, Nate Carrick et quelques autres personnages poursuivront leurs aventures en Amazonie, au Groenland et en Mongolie. À chaque fois, l'autrice aura elle-même fait les voyages pour mieux connaître les endroits où évolueront ses personnages.

### Vie privée
Claudine Douville pratique la plongée sous-marine et l'alpinisme. Elle effectue l'ascension du Kilimandjaro et rejoint le Camp de base de l'Everest. La journaliste prend part à plusieurs rallye-raids, dont le Raid Amazones, exclusivement féminin. Avec Louise Bergeron, elle remporte l'édition 2002 du Rallye Aïcha des Gazelles,.
Mariée, elle est mère de trois enfants. Atteinte de maladie cœliaque, elle dit évoquer le sujet afin de « montrer à ceux qui en souffrent que, si ça complique parfois la vie, ça n'empêche rien ».

## Récompenses
En 2011, Douville est admise au temple de la renommée du Club de la médaille d'or.

## Romans
- La Louve des mers, Libre Expression, 2008
- Le Loup des îles, Libre Expression, 2009
- Une Histoire de cowboy, Libre Expression, 2010
- Mission sacrée: Les Esprits de l'Amazonie, Libre Expression, 2012
- Mission sacrée: Le souffle de l'Arctique, Libre Expression, 2013
- Mission sacrée: Les seigneurs du désert, Libre Expression, 2014